# Tyshchenko
Tyshchenko (del ruso: Тыщенко) es un jútor del raión de Korenovsk del krai de Krasnodar, en Rusia. Está situado en la orilla derecha del río Kirpili, 21 km al oeste de Korenovsk y 44 km al nordeste de Krasnodar, la capital del krai. Tenía 5 habitantes en 2010.
Pertenece al municipio Serguíyevskoye.